# Hesperalcea malachroides
Hesperalcea malachroides là một loài thực vật có hoa trong họ Cẩm quỳ. Loài này được (Hook. & Arn.) Greene mô tả khoa học đầu tiên năm 1892.